# 大谷出入口
大谷出入口（おおたにでいりぐち）は福岡県北九州市八幡東区にある北九州都市高速4号線の出入口である。大谷ジャンクション（おおたにジャンクション）についてもこの項で述べる。なお、大谷出入口は、4号線との出入しか出来ないハーフインターチェンジである。
5号線と接続する大谷JCTは大谷出入口に隣接しており、5号線の枝光出入口が供用開始される前まではスペースワールドの最寄出入口だった。

## 大谷JCTが接続している路線
- 北九州高速4号線 (409番)
- 北九州高速5号線 (409番)

## 周辺
- 大谷球場
- スピナ 帆柱店
- 北九州市立皿倉小学校
- 帆柱ケーブル - 皿倉山
- 八幡東消防署
- 製鉄記念八幡病院
- 八幡東区役所
- 八幡東警察署
- 中央町
- JR九州八幡駅

## 料金所

### 入口
- ブース数 : 2
  - ETC専用 : 1
  - 一般 : 1

## 隣
北九州高速4号線
(408)山路出入口/PA - (409)大谷出入口/大谷JCT - (410,411)黒崎出入口
北九州高速5号線
(505)枝光出入口/( )東田出入口 - (409)大谷出入口/大谷JCT

## 備考
- 大谷出入口/JCTは延長約1kmの大蔵トンネルと大谷トンネルの間の僅かに開けた場所に作られている。また、この付近の北九州高速4号線は、トンネルが連続している。そのため大谷出入口/JCTを見過ごす事も多く、注意を促す標識が設置されている。また、馬場山方面への加速車線は極端に短いため、本線への合流車、本線通過車ともに注意して走行する必要がある。